# I havsbandet
I havsbandet är en roman med nietzscheanskt övermänniskoideal av August Strindberg från 1890. Det är Strindbergs tredje bok som utspelas i skärgårdsmiljö, efter Hemsöborna och Skärkarlsliv. Då Strindberg skrev I havsbandet var han i hög grad upptagen av naturvetenskapliga experiment, vilket också får genomslag i boken. Hjälten är en aristokrat. Han har gett sig ut i ensamheten för att få svängrum för sin individualitet och  ge sig in i en kärlekshistoria.